# Александер Горват
Александер Горват (чеськ. Alexander Horváth; 28 грудня 1938, Мошовці — 31 серпня 2022) — чехословацький футболіст, що грав на позиції захисника. По завершенні ігрової кар'єри — тренер.
Виступав за клуби «Жиліна», «Слован» та «Моленбек», а також національну збірну Чехословаччини, у складі якої був учасником чемпіонату світу 1970 року.

## Клубна кар'єра
У дорослому футболі дебютував 1958 року виступами за команду клубу «Жиліна», в якій провів чотири сезони.
1962 року перейшов до братиславського «Слована», за який відіграв 8 сезонів і здобув найвищі результати. За цей час Горват виборов з клубом титул чемпіона Чехословаччини у сезоні 1969/70, двічі ставав володарем Кубка Чехословаччини у сезонах 1962/63 та 1967/68, а також допоміг команді здобути найбільше досягнення в історії — виграти у статусі капітана Кубок володарів кубків УЄФА у 1969 році, здолавши з рахунком 3:2 у фіналі грізну «Барселону».
Завершив професійну кар'єру футболіста виступами за бельгійський «Моленбек», де грав у 1970—1972 роках.

## Виступи за збірну
11 жовтня 1964 року дебютував в офіційних матчах у складі національної збірної Чехословаччини в товариському матчі проти збірної Угорщини (2:2), а 21 листопада 1965 року забив свій перший гол за збірну у ворота Туреччини в рамках відбору на чемпіонату світу 1966 року. Чехословаки виграли той матч 3:1, але стали лише другими у групі після Португалії і на «мундіаль» не поїхали.
Втім вже на наступний чемпіонат світу 1970 року у Мексиці Чехословаччина зуміла таки кваліфікуватись, куди поїхав і Горват, зігравши на турнірі у двох матчах із трьох. Другий з них, 6 червня 1970 року проти Румунії (1:2), став останнім для Горвата у футболці збірної. Всього протягом кар'єри у національній команді, яка тривала 7 років, провів у формі головної команди країни 26 матчів, забивши 3 голи, при цьому в останніх десяти іграх Александер був капітаном збірної.

## Кар'єра тренера
По завершенні ігрової кар'єри залишився у структурі «Моленбека» і у 1977—1979 та 1987 роках двічі був головним тренером команди.
1988 року недовго очолював турецький «Сакар'яспор», а останнім місцем тренерської роботи був клуб «Лув'єруаз», головним тренером якого Александер Горват був у 1991—1992 роках.

## Титули і досягнення
- Чемпіон Чехословаччини (1):

«Слован»: 1969–70
- Володар Кубка Чехословаччини (2):

«Слован»: 1962–63, 1967–68
- Володар Кубка Кубків УЄФА (1):

«Слован»: 1968–69